# Snina
Snina (in ungherese Szinna) è una città della Slovacchia, capoluogo del distretto omonimo, nella regione di Prešov.
Situata alla confluenza del fiume Cirocha e del piccolo corso d'acqua Pčolinka, nella valle ai piedi dei Monti Beschidi e la montagna di Vihorlat, è la città più vicina al Parco Nazionale Poloniny, a cui è collegata con servizi di autobus e treni.

## Storia
La città fu menzionata per la prima volta in una cronaca storica nel 1343; Snina, in quanto oppidum (piccola città), fu citata in rapporti del 1585. Nel 1598 fu effettuato il primo censimento delle abitazioni, che all'epoca risultarono 75. Tra il 1570 ed il 1630 Snina fu sede del krajňa regionale, cioè del distretto amministrativo comprendente i villaggi circostanti. Nel 1646 Snina fu rinominata "Szinna Varossa" e in seguito "Civitas Szinna". Nel 1785 contava 195 edifici e 1.430 abitanti.
I governatori della città tra il 1321 ed il 1684 furono dalla famiglia Drugeth, che proveniva da Salerno, in Italia. In seguito, il comando passò a Terézia van Dernáthová, la bis-nipote di Žigmung Drugeth. Dopo la sua morte, nel 1799, i suoi cinque figli vendettero tutte le proprietà ad un uomo d'affari di Gemer, di nome Jozef Rholl. I figli di Rholl furono responsabili dello sviluppo della città fino al 1857, tramite la costruzione di impianti per la produzione e lavorazione di ferro ed acciaio.
Dal 1839 si svolse a Snina un mercato tradizionale quattro volte l'anno; questo aiutò lo sviluppo dell'economia e dei commerci della città. Nel 1841 fu costruita una fonderia per il ferro; ancora oggi il simbolo di Snina è una statua di Ercole forgiata proprio in questa fonderia. Durante un periodo di declino dei commerci, nel 1873, le fabbriche di ferro e acciaio furono chiuse, portando a un peggioramento delle condizioni di vita dei cittadini, molti dei quali migrarono. I flussi migratori furono diretti principalmente verso gli Stati Uniti, il Canada e l'Europa occidentale.
Nel 1876 Snina fu la residenza della X regione dell'area di Zemplín. La chiesa classicista cattolica nel 1751 fu modificata all'inizio del XIX secolo. Nella città esiste una residenza signorile del 1800, che si trova all'interno di un parco storico risalente al XIX secolo. Nel cortile dell'edificio vi è una fontana pubblica con la famosa statua di Ercole del 1841. Nel parco del cimitero vi sono monumenri della seconda guerra mondiale; vicino alla città, vi sono inoltre due cimiteri militari della prima guerra mondiale (quello di Giglov conta 130 tombe di soldati e quello di Brehy ne ha 153).
Il 1º maggio 1949 ebbe inizio la costruzione dell'Impresa Vihorlat, la cui produzione ebbe inizio il 15 luglio 1951. La costruzione e lo sviluppo dell'impresa, che operava nel campo delle grandi costruzioni, diede alla città nuove possibilità di occupazione, di servizi e di commercio.
Insieme allo sviluppo di industria e servizi, si sviluppò anche il settore immobiliare. Furono costruite nuove case e residenze; il maggior numero di appartamenti e case familiari costruite si ebbe tra il 1975 ed il 1990, quando numerose famiglie dovettero spostarsi per permettere la costruzione del bacino di Snina: gli abitanti di sette villaggi dovettero abbandonare le loro vecchie case.

## Società

### Evoluzione demografica
Secondo il censimento del 2001, la città contava 21.235 abitanti; di questi, l'86,78% sono slovacchi, il 5,84% sono ruteni, il 2,51% ucraini, l'1,86% rom e lo 0,58% cechi. Per quanto riguarda la religione, il 56,03% sono cattolici, il 19,21% greco-cattolici, il 13,59% ortodossi, il 5,90% non ha affiliazione religiosa e lo 0,3% sono luterani.

## Economia

### Turismo
Sninský kameň (1005 m) è la più visitata tra le montagne del Monti Vihorlat, e si trova a 5 km da Snina; consiste di una formazione naturale protetta che domina il paesaggio verso sud. Questa formazione rocciosa consiste di blocchi di andesite. Vi sono sentieri segnalati per raggiungere la cima della montagna, vicino alla quale abbonda la flora endemica.
Morské oko è un lago situato sui Monti Vihorlat, nell'est della Slovacchia.
Nei diversi villaggi del distretto di Snina si possono osservare splendide chiesette in legno: in particolare, si trovano a Ruský Potok, Uličské Krivé, Kalná Roztoka, Topoľa e Hrabová Roztoka.
Gli impianti sciistici di Parihuzovce si trovano a 14 km da Snina.